# 15 Batalion Straży Granicznej
15 Batalion Straży Granicznej – jednostka organizacyjna Straży Granicznej w II Rzeczypospolitej.

## Formowanie i zmiany organizacyjne
Wykonując postanowienia uchwały Rady Ministrów z 23 maja 1922 roku, Minister Spraw Wewnętrznych rozkazem z 9 listopada 1922 roku zmienił nazwę „Bataliony Celne” na „Straż Graniczną”. Wprowadził jednocześnie w formacji nową organizację wewnętrzną. 15 batalion celny przemianowany został na 15 batalion Straży Granicznej.
15 batalion Straży Granicznej funkcjonował  w strukturze Komendy Powiatowej Straży Granicznej w Wilnie, a jego dowództwo stacjonowało w Olkienikach. W skład batalionu wchodziły cztery kompanie strzeleckie oraz jedna kompania karabinów maszynowych w liczbie 3 plutonów po 2 karabiny maszynowe na pluton. Dowódca batalionu posiadał uprawnienia dyscyplinarne dowódcy pułku. Cały skład osobowy batalionu obejmował etatowo 614 żołnierzy, w tym 14 oficerów.
W 1923 roku batalion przekazał swój odcinek oddziałom Policji Państwowej i został rozwiązany.

## Służba graniczna
W trzeciej dekadzie października 1922 batalion obsadzał odcinek graniczny od stacji kolejowej Rudziszki do kolonii Birżupis (na południe od Giedrojć). W związku z przybyciem w rejon województwa nowogródzkiego 7 batalionu SG, dowódca 15 batalionu prosił o skrócenie jego południowej części odcinka granicznego aż po Pomerecze (wył.). Argumentował prośbę tym, że ma na granicy rozwinięte wszystkie cztery kompanie i nie posiada odwodu
W 1923 zlikwidowany został pas neutralny na granicy z Litwą. Komenda Wojewódzka Straży Granicznej w Wilnie 6 marca 1923 wydała zarządzenie które nakazywało nową obsadę granicy. 7 batalion Straży Granicznej miał oddać swój odcinek 15. i 43 batalionowi SG i przejść do Podbrodzia.
- 15 batalion SG przyjąć miał część odcinka 7 batalionu SG od  Małego Dubna do rzeki Spęgły na wysokości kolonii Lejpuny i podzielić swój nowy odcinek batalionowy na cztery pododcinki kompanijne[10]:

1. od rzeki Spęgły do Wójtowa z siedzibą komendy kompanii w Wójtowie
2. od Wójtowa /wył./ do ujścia rzeki Dubopis do Mereczanki z siedzibą komendy w Bartelach
3. od ujścia rzeki Dubopis do Mereczanki do mostu kolejowego na Mereczance z siedzibą komendy w Smolnikach
4. od mostu kolejowego na Mereczance do wsi Małe Dubno z siedzibą komendy w Oranach na stacji kolejowej

Wszystkie obiekty w Oranach 7 batalion SG miał przekazać 15 batalionowi SG.
Sąsiednie bataliony
- 41 batalion Straży Granicznej ⇔ 17 batalion Straży Granicznej – 1 grudnia 1922[4][11]

## Komendanci batalionu
- kpt. Rudolf Orlott-Leruch (IX 1922[12] – )

## Struktura organizacyjna
| Ordre de Bataille 15 batalionu Straży Granicznej w Olkienikach na dzień 14 listopada 1922 | Ordre de Bataille 15 batalionu Straży Granicznej w Olkienikach na dzień 14 listopada 1922 | Ordre de Bataille 15 batalionu Straży Granicznej w Olkienikach na dzień 14 listopada 1922 | Ordre de Bataille 15 batalionu Straży Granicznej w Olkienikach na dzień 14 listopada 1922 | Ordre de Bataille 15 batalionu Straży Granicznej w Olkienikach na dzień 14 listopada 1922 |
| kompanie                                                                                  | 1. Ożerańce                                                                               | 2. Mosty                                                                                  | 3. Olkieniki                                                                              | 4. Gierajce                                                                               |
| ----------------------------------------------------------------------------------------- | ----------------------------------------------------------------------------------------- | ----------------------------------------------------------------------------------------- | ----------------------------------------------------------------------------------------- | ----------------------------------------------------------------------------------------- |
| placówki                                                                                  | Dolkietany                                                                                | Mosty                                                                                     | Olkieniki kolej                                                                           | Holuki                                                                                    |
| placówki                                                                                  | Ożerańce                                                                                  | Doksznia                                                                                  | Penglo                                                                                    | Smolniki                                                                                  |
| placówki                                                                                  | w lesie                                                                                   |                                                                                           | Pomorocz                                                                                  | Gierajce                                                                                  |
| Ordre de Bataille 15 batalionu Straży Granicznej w Olkienikach w marcu 1923               |                                                                                           |                                                                                           |                                                                                           |                                                                                           |
| kompania                                                                                  | 1. Wójtowo                                                                                | 2. Bortele                                                                                | 3. Smolniki                                                                               | 4. Orany                                                                                  |